# Moto elicoidale uniforme

Il moto elicoidale uniforme in un caso particolare da con le frecce che indicano la direzione in cui cresce

Si chiama moto elicoidale  il moto di un punto materiale che descrive con velocità angolare costante un'elica circolare, cioè un'elica appartenente ad un cilindro circolare retto, come rappresentato in figura.
È un moto tridimensionale di un punto, che si compone di un moto piano circolare uniforme in un piano e di un moto rettilineo uniforme nella direzione perpendicolare al piano detto.
In coordinate cartesiane dato il passo dell'elica {\displaystyle P_{0}}, il raggio {\displaystyle r} del cilindro attorno a cui sale l'elica e l'angolo {\displaystyle \theta } che indica "l'avvolgersi"  dell'elica attorno al suo asse, l'equazioni parametriche che individuano l'elica sono:
{\displaystyle \left\{{\begin{aligned}&x=r\cos \theta \\[4pt]&y=r\sin \theta \\[4pt]&z={\frac {P_{0}\theta }{2\pi }}\\[4pt]\end{aligned}}\right.}

Chiamiamo {\displaystyle {\hat {\mathbf {T} }}} il versore tangente alla traiettoria dell'elica, {\displaystyle {\hat {\mathbf {N} }}} il versore normale alla traiettoria ed assegniamo il "verso" di percorrenza dell'elica come positivo per valori di {\displaystyle \theta } crescenti. Per avere la velocità del moto è necessario derivare rispetto al tempo l'equazione parametrica vettoriale dell'elica:
{\displaystyle \mathbf {v} ={\frac {\mathrm {d} \mathbf {x} }{\mathrm {d} t}}+{\frac {\mathrm {d} \mathbf {y} }{\mathrm {d} t}}+{\frac {\mathrm {d} \mathbf {z} }{\mathrm {d} t}}=-r\omega \sin \theta \ {\hat {\mathbf {i} }}+r\omega \cos \theta \ {\hat {\mathbf {j} }}+{\frac {P_{0}\omega }{2\pi }}{\hat {\mathbf {k} }}}
che è anche pari a:
{\displaystyle \mathbf {v} =\left({\sqrt {r^{2}+{\frac {P_{0}^{2}}{4\pi ^{2}}}}}\right){\frac {\mathrm {d} \theta }{\mathrm {d} t}}{\hat {\mathbf {T} }}=\left({\sqrt {r^{2}+{\frac {P_{0}^{2}}{4\pi ^{2}}}}}\right)\omega {\hat {\mathbf {T} }}}.
Similmente derivando la velocità scalare potremo trovare l'accelerazione:
{\displaystyle \mathbf {a} =\left({\sqrt {r^{2}+{\frac {P_{0}^{2}}{4\pi ^{2}}}}}\right){\frac {\mathrm {d} ^{2}\theta }{\mathrm {d} t^{2}}}{\hat {\mathbf {T} }}+r\left({\frac {\mathrm {d} \theta }{\mathrm {d} t}}\right)^{2}{\hat {\mathbf {N} }}=\left({\sqrt {r^{2}+{\frac {P_{0}^{2}}{4\pi ^{2}}}}}\right)\alpha {\hat {\mathbf {T} }}+r\omega ^{2}{\hat {\mathbf {N} }}}.
Poiché  {\displaystyle {\boldsymbol {\omega }}} è costante nel moto uniforme, allora  {\displaystyle {\boldsymbol {\alpha }}=0}.
Si può dunque scrivere:
{\displaystyle \mathbf {a} =r\omega ^{2}{\hat {\mathbf {N} }}}